# Puchar Serie D w piłce nożnej
Puchar Włoch Serie D (włoska nazwa Coppa Italia Serie D) to turniej piłkarski dla włoskich zespołów klubowych występujących w Serie D (czwarty poziom rozgrywek). Rozgrywany jest systemem pucharowym (przegrywający odpada), łącznie z finałem.
Rozgrywki po raz pierwszy odbyły się w sezonie 1999/2000, kiedy to kluby Serie D zostały wyłączone z rozgrywek o Amatorski Puchar Włoch.

## Triumfatorzy
- 1999/00: Castrense
- 2000/01: Todi
- 2001/02: Pievigina
- 2002/03: Sansovino
- 2003/04: Juve Stabia
- 2004/05: U.S.O. Calcio
- 2005/06: Sorrento
- 2006/07: Aversa Normanna